# بانوی پیر
بانوی پیر (ایتالیایی: La vecchia signora) یک فیلم در سبک کمدی است که در سال ۱۹۳۲ به نمایش درآمد. از بازیگران آن می‌توان به اما گراماتیکا، ممو بناسی، ویتوریو دسیکا، و کامیلو پیلوتو اشاره کرد.

## چکیده داستان
کتاب بازماندگان بانوی پیر، نوشته‌ی آرش حبیبی روایت اتفاقات هیجان‌انگیز و غیرمنتظره‌ای است که در دل دریا و بر عرشه‌ی یک کشتی اتفاق می‌افتد. نویسنده داستان شورشی طرح‌ریزی‌شده را در یک کشتی پرمسافر با ملوانی باتجربه، تعریف می‌کند.
نویسنده در کتاب بازماندگان بانوی پیر، داستان مسافران یک کشتی به نام بانوی پیر را که سال‌هاست با ناخدایش در دریاها سفر می‌کند، روایت کرده است. نویسنده ضمن داستان، قصه‌ی تمام افراد حاضر در کشتی را به نحوی بیان کرده و به همین خاطر، از راوی سوم‌شخص برای روایت داستان بهره گرفته است.